# Siswa Bazar
Siswa Bazar is een nagar panchayat (plaats) in het district Maharajganj van de Indiase staat Uttar Pradesh. 

## Demografie
Volgens de Indiase volkstelling van 2001 wonen er 18.884 mensen in Siswa Bazar, waarvan 52% mannelijk en 48% vrouwelijk is. De plaats heeft een alfabetiseringsgraad van 63%. 